# Michał Rozmys
Michał Rozmys (Lubsko, 13 maart 1995) is een Pools middellangeafstandsloper, die is gespecialiseerd in de 1500 m. Hij nam eenmaal deel aan de Olympische Spelen en won hierbij geen medaille. 

## Biografie
In 2018 nam Rozmys een eerste keer deel aan de Europese kampioenschappen. Op de 800 meter liep Rozmys naar de vierde plaats, op slechts twee honderdsten van Pierre-Ambroise Bosse. In 2019 was Rozmys de beste op zowel de 800 meter als de 1500 meter op de Militaire wereldspelen. Eerder dat jaar won Rozmys ook de finale op de 1500 meter op de Universiade. 
Rozmys maakte zijn olympisch debuut op de uitgestelde Olympische Spelen van 2020 in Tokio. In de halve finale van de 1500 m verloor hij een schoen, maar hij haalde toch de finish. De jury stelde echter vast dat dit niet zijn eigen schuld was en besloot daarop om Rozmys toch aan de finale te laten deelnenen. In deze finale liep hij in een persoonlijk record van 3.32,67 naar de 8e plaats.

## Titels
- Winnaar Universiade 1500 m - 2019
- Winnaar Militaire wereldspelen 1500 m - 2019
- Winnaar Militaire wereldspelen 800 m - 2019
- Pools kampioen 1500 m - 2020, 2022
- Pools kampioen 800 m - 2017
- Pools indoorkampioen 3000 m - 2021, 2022, 2023
- Pools indoorkampioen 1500 m - 2019, 2022, 2023

## Persoonlijke records
Outdoor
| Afstand | Prestatie | Datum            | Plaats            |
| ------- | --------- | ---------------- | ----------------- |
| 600 m   | 1.16,13   | 10 augustus 2019 | Warschau          |
| 800 m   | 1.45,32   | 11 augustus 2018 | Berlijn           |
| 1000 m  | 2.17,21   | 30 augustus 2021 | Sopot             |
| 1500 m  | 3.32,43   | 26 augustus 2022 | Lausanne          |
| Mijl    | 3.55,13   | 16 juni 2022     | Oslo              |
| 2000 m  | 4.57,98   | 19 augustus 2020 | Bydgoszcz         |
| 3000 m  | 8.11,90   | 25 juni 2017     | Villeneuve d'Ascq |
| 5 km    | 14.00     | 13 februari 2020 | Armagh            |

## Belangrijkste resultaten

### 800 m
Kampioenschappen
- 2017: 5e in ½ fin. WK - 1.46,10
- 2017: 3e in ½ fin. Universiade - 1.48,71
- 2018: 4e EK - 1.45,32
- 2019:  Militaire wereldspelen -  1.49,00
- 2019: 4e in series EK Indoor - 1.49,35

Diamond League-podiumplaatsen
- 2019:  Bislett Games - 1.46,71

### 1500 m
Kampioenschappen
- 2017: 9e in ½ fin. WK - 3.42,94
- 2019:  Universiade - 3.53,67
- 2019:  Militaire wereldspelen -  3.46,33
- 2021: 8e OS - 3.32,67
- 2021: 6e EK Indoor - 3.40,11
- 2022: 10e WK - 3.34,58
- 2022: 7e EK - 3.37,63
- 2022: 7e WK Indoor - 3.36,71
- 2023: 9e EK Indoor - 3.43,09

Diamond League-podiumplaatsen
- 2021:  Memorial Van Damme - 3.33,96